# Capparis peltata
Capparis peltata là một loài thực vật có hoa trong họ Capparaceae. Loài này được G.Don mô tả khoa học đầu tiên năm 1831.